# Liste der Bodendenkmäler in Waigolshausen
Auf dieser Seite sind die Bodendenkmäler in der unterfränkischen Gemeinde Waigolshausen zusammengestellt. Diese Tabelle ist eine Teilliste der Liste der Bodendenkmäler in Bayern. Grundlage ist die Bayerische Denkmalliste, die auf Basis des Bayerischen Denkmalschutzgesetzes vom 1. Oktober 1973 erstmals erstellt wurde und seither durch das Bayerische Landesamt für Denkmalpflege geführt wird. Die folgenden Angaben ersetzen nicht die rechtsverbindliche Auskunft der Denkmalschutzbehörde.

## Bodendenkmäler der Gemeinde Waigolshausen

### Bodendenkmäler in der Gemarkung Ettleben
| Lage                | Objekt                      | Akten-Nr.     | Bild |
| ------------------- | --------------------------- | ------------- | ---- |
| Ettleben (Standort) | Siedlung der Hallstattzeit. | D-6-6026-0065 |      |

### Bodendenkmäler in der Gemarkung Eßleben
| Lage               | Objekt | Akten-Nr.     | Bild |
| ------------------ | --- | ------------- | ---- |
| Eßleben (Standort) | Siedlung der Latènezeit und der römischen Kaiserzeit sowie frühmittelalterliche bis frühneuzeitliche Wüstung Olzhausen/Adelshausen. | D-6-6026-0051 |      |

### Bodendenkmäler in der Gemarkung Hergolshausen
| Lage                     | Objekt | Akten-Nr.     | Bild |
| ------------------------ | --- | ------------- | ---- |
| Hergolshausen (Standort) | Körpergräber vor- und frühgeschichtlicher oder mittelalterlicher Zeitstellung. | D-6-6026-0039 |      |
| Hergolshausen (Standort) | Siedlung vor- und frühgeschichtlicher Zeitstellung. | D-6-6026-0112 |      |
| Hergolshausen (Standort) | Siedlung vor- und frühgeschichtlicher Zeitstellung. | D-6-6026-0113 |      |
| Hergolshausen (Standort) | Siedlung vor- und frühgeschichtlicher Zeitstellung. | D-6-6026-0114 |      |
| Hergolshausen (Standort) | Siedlung vor- und frühgeschichtlicher Zeitstellung. | D-6-6026-0115 |      |
| Hergolshausen (Standort) | Siedlung der Linearbandkeramik. | D-6-6026-0176 |      |
| Hergolshausen (Standort) | Siedlung vor- und frühgeschichtlicher Zeitstellung. | D-6-6026-0177 |      |
| Hergolshausen (Standort) | Siedlung vor- und frühgeschichtlicher Zeitstellung. | D-6-6026-0178 |      |
| Hergolshausen (Standort) | Fundamente eines mittelalterlichen und frühneuzeitlichen Vorgängerbaus der Katholischen Pfarrkirche St. Peter und Paul in Hergolshausen sowie Körpergräber des Mittelalters und der Neuzeit. | D-6-6026-0277 |      |
| Hergolshausen (Standort) | Vorgeschichtliche Abschnittsbefestigung mit Funden des Endneolithikums. | D-6-6027-0110 |      |
| Hergolshausen (Standort) | Siedlung vor- und frühgeschichtlicher Zeitstellung. | D-6-6027-0145 |      |
| Hergolshausen (Standort) | Siedlung vor- und frühgeschichtlicher Zeitstellung. | D-6-6027-0147 |      |
| Hergolshausen (Standort) | Freilandstation des Paläolithikums. | D-6-6027-0211 |      |

### Bodendenkmäler in der Gemarkung Schwanfeld
| Lage                  | Objekt                                               | Akten-Nr.     | Bild |
| --------------------- | ---------------------------------------------------- | ------------- | ---- |
| Schwanfeld (Standort) | Siedlung des Neolithikums und der frühen Latènezeit. | D-6-6026-0021 |      |

### Bodendenkmäler in der Gemarkung Theilheim
| Lage                 | Objekt | Akten-Nr.     | Bild |
| -------------------- | --- | ------------- | ---- |
| Theilheim (Standort) | Siedlung der Linearbandkeramik, des Mittelneolithikums, der Michelsberger Kultur und der Urnenfelderzeit.                                                                                 | D-6-6026-0041 |      |
| Theilheim (Standort) | Siedlung des Mittelneolithikums. | D-6-6026-0042 |      |
| Theilheim (Standort) | Siedlung vor- und frühgeschichtlicher Zeitstellung. | D-6-6026-0116 |      |
| Theilheim (Standort) | Frühmittelalterliche Wüstung. | D-6-6026-0117 |      |
| Theilheim (Standort) | Verebnete Viereckschanze vermutlich der jüngeren Latènezeit. | D-6-6026-0186 |      |
| Theilheim (Standort) | Siedlung der Latènezeit, heute weitestgehend überbaut. | D-6-6026-0249 |      |
| Theilheim (Standort) | Untertägige Teile der frühneuzeitlichen Katholischen Kirche Allerheiligen in Theilheim, Fundamente mittelalterlicher Vorgängerbauten sowie Körpergräber des Mittelalters und der Neuzeit. | D-6-6026-0269 |      |
| Theilheim (Standort) | Körpergräber der Merowingerzeit. | D-6-6026-0279 |      |
| Theilheim (Standort) | Siedlung der Linearbandkeramik. | D-6-6027-0115 |      |
| Theilheim (Standort) | Siedlung vor- und frühgeschichtlicher Zeitstellung. | D-6-6027-0141 |      |
| Theilheim (Standort) | Siedlung vor- und frühgeschichtlicher Zeitstellung. | D-6-6027-0146 |      |
| Theilheim (Standort) | Siedlung des Neolithikums. | D-6-6027-0225 |      |

### Bodendenkmäler in der Gemarkung Waigolshausen
| Lage                     | Objekt | Akten-Nr.     | Bild |
| ------------------------ | --- | ------------- | ---- |
| Waigolshausen (Standort) | Siedlung der Hallstattzeit. | D-6-6026-0038 |      |
| Waigolshausen (Standort) | Siedlung vor- und frühgeschichtlicher Zeitstellung. | D-6-6026-0109 |      |
| Waigolshausen (Standort) | Siedlung vor- und frühgeschichtlicher Zeitstellung. | D-6-6026-0110 |      |
| Waigolshausen (Standort) | Siedlung vor- und frühgeschichtlicher Zeitstellung. | D-6-6026-0111 |      |
| Waigolshausen (Standort) | Siedlung vor- und frühgeschichtlicher Zeitstellung. | D-6-6026-0132 |      |
| Waigolshausen (Standort) | Siedlung der Urnenfelderzeit und der Hallstattzeit. | D-6-6026-0201 |      |
| Waigolshausen (Standort) | Siedlung vor- und frühgeschichtlicher Zeitstellung. | D-6-6026-0228 |      |
| Waigolshausen (Standort) | Siedlung vor- und frühgeschichtlicher Zeitstellung. | D-6-6026-0229 |      |
| Waigolshausen (Standort) | Siedlung des Endneolithikums und der Bronzezeit. | D-6-6026-0270 |      |
| Waigolshausen (Standort) | Fundamente mittelalterlicher und frühneuzeitlicher Vorgängerbauten der Katholischen Pfarrkirche St. Jakobus d. Ä. in Waigolshausen sowie Körpergräber des Mittelalters und der Neuzeit. | D-6-6026-0275 |      |

### Bodendenkmäler in der Gemarkung Zeuzleben
| Lage                 | Objekt                                              | Akten-Nr.     | Bild |
| -------------------- | --------------------------------------------------- | ------------- | ---- |
| Zeuzleben (Standort) | Siedlung vor- und frühgeschichtlicher Zeitstellung. | D-6-6026-0130 |      |